# 朗方廣場站
朗方廣場站（英語：L'Enfant Plaza Station）位於美國華盛頓特區西南象限，是維吉尼亞鐵路快線的鐵路車站及華盛頓地鐵的核心地鐵車站，是華盛頓最早啟用的地鐵站之一，有綠線、黃線、藍線，橘線及银线交會，是地鐵各站中交會路線最多的一站。
本站站名取自規劃華府都市格局的法裔美籍建築師皮耶·查爾斯·朗方，有許多出口，一個位於9街及D街交會處的朗方廣場購物中心大廳，一個位於6街至7街段的D街上，一個位於馬里蘭大道和7街路口，一個位於美國運輸部舊辦公大樓的庭院內，所在地週邊有許多聯邦機構分佈，而且由維吉尼亞州經波多馬克河前往華盛頓市區的列車及人流也在此交會，使本站成為一個十分繁忙的車站。
橘線及藍線列車於1977年7月1日開始於本站營運，而银线于2014年7月26日开始与本站营运，都使用本站的下層月台。綠線及黃線列車於1983年4月30日投入服務，使用上層月台。維吉尼亞快線的車站則位於6街及7街中間。

## 車站結構
| 維珍尼亞鐵路特快月台 | 側式月台，左/右側開門 | 側式月台，左/右側開門 |
| 維珍尼亞鐵路特快月台 | 1號軌道               | 馬納薩斯線 往寬跑（水晶城） · 費德里克斯堡線 往斯波特夕法尼亞（水晶城） · 馬納薩斯線及費德里克斯堡線 往聯合車站（終點站） · 美鐵及馬納薩斯線（部份列車）不停靠 |
| 維珍尼亞鐵路特快月台 | 2號軌道               | 馬納薩斯線及費德里克斯堡線 往聯合車站（終點站） · 美鐵及馬納薩斯線（部份列車）不停靠                                                                           |
| 維珍尼亞鐵路特快月台 | 3號軌道               | 馬納薩斯線及費德里克斯堡線 往聯合車站（終點站） · 美鐵及馬納薩斯線（部份列車）不停靠                                                                           |
| G                    | 街道層                | 出入口 |
| B1                   | 華盛頓地鐵夾層        | 閘機及車站詢問處 |
| B2 綠/黃線月台       | 側式月台，右側開門    | 側式月台，右側開門 |
| B2 綠/黃線月台       | 北行                  | 往綠帶（國家檔案館） |
| B2 綠/黃線月台       | 南行                  | 往分支大道（水濱） · 往亨廷頓（五角大廈） |
| B2 綠/黃線月台       | 側式月台，右側開門    | |
| B3 藍/橙/銀線月台    | 西行                  | 往法蘭克尼亞-春田（史密森尼） · 往維也納（史密森尼） · 往威勒-雷斯頓東（史密森尼）                                                                             |
| B3 藍/橙/銀線月台    | 島式月台，左側開門    | |
| B3 藍/橙/銀線月台    | 東行                  | 往拉戈鎮中心（聯邦中心西南區） · 往新卡羅頓（聯邦中心西南區）                                                                                                  |

## 車站週邊
- 朗方廣場（L'Enfant Plaza）
- 國家廣場（National Mall）
- 史密森尼學會所屬博物館：
  - 美術和工業大廈（Arts and Industries Building，關閉中[4]）
  - 赫什霍恩博物館和雕塑園（Hirshhorn Museum）
  - 國家航空和太空博物館（National Air and Space Museum）
- 美國聯邦政府機構：
  - 美國能源部總部
  - 美國住房及城市發展部總部
  - 美國聯邦航空局
  - 美國郵政

## 外部連結
- WMATA: L'Enfant Plaza Station
- StationMasters Online: L'Enfant Plaza Station
- The Schumin Web Transit Center: L'Enfant Plaza (Upper Level)
- The Schumin Web Transit Center: L'Enfant Plaza (Lower Level)
- VRE: L'Enfant Station